# Szun Ko
Szun Ko (Sun Ke) (egyszerűsített kínai írással: 孙可; Hszücsou (Xuzhou), 1989. augusztus 26. –) kínai labdarúgó.

## Pályafutása

### Klubcsapatokban
2006-ban kezdte profi labdarúgó pályafutását, az akkor másodosztályban szereplő Csiangszu Szuning csapatában. A 2008-as szezonban 22 bajnoki mérkőzésen lépett pályára amelyen két gólt szerzett, az idény végén pedig csapatával megnyerte a másodosztályt. A 2011-es szezonig csak peremember volt csapatában, utána kezdett több játéklehetőséget kapni, és idővel alapemberré vált. 2011. szeptember 14-én gólt szerzett a Hangcsou Greentown elleni 2–0-s győzelem alkalmával.
2015. június 18-án a Kínai Szuperligában szereplő Tiencsin Teda csapatához igazolt. A klub szponzorával, a Quanjian-nal kapcsolatos bonyodalmak miatt azonban az átigazolást hirtelen felfüggesztették, és Sun visszatért a Csiangszu csapatához. 2016. január 12-én a Quanjian befejezte a Tiencsin Teda szponzorációját, és a Tiencsin Csüancsien csapatával kötött szponzori szerződést, amely végett Szun a kínai másodosztályban szereplő Tiencsin Csüancsienhez került egy rekordot jelentő, 66 millió jüanos átigazolási díjért. 2016. március 13-án góllal mutatkozott be új csapatában a Csingtao Huanghaj elleni 3–0-s győzelem alkalmával. Azonnal a csapat nélkülözhetetlen tagjává vált, végül klubjával megnyerte a másodosztály 2016-os kiírását, amivel sikeresen feljutottak az első osztályba.
2020 júliusában Szun egyike volt annak a nyolc korábbi Tiencsin Csüancsien játékosnak, akik a Sencsen csapatához szerződtek. 2020. augusztus 4-én debütált a klub színeiben a Kuangcsou FC elleni bajnoki mérkőzésen, amely 3–1-es vereséggel végződött.

### A válogatottban
2013 márciusában hívták be először a kínai felnőtt válogatottba. 2013. március 22-én debütált az Irak ellen 1–0-ra megnyert mérkőzésen a 2015-ös Ázsia-kupa selejtezőjében. 2013. július 21-én gólt szerzett a Japán elleni 3–3-as döntetlen alkalmával a 2013-as Kelet-ázsiai labdarúgó-bajnokságon.
2014. december 24-én bekerült Kína keretébe a 2015-ös Ázsia-kupára. A második csoportmérkőzésen győztes gólt szerzett az Üzbegisztán ellen 2–1-re megnyert mérkőzésen, amellyel Kína továbbjutott az egyenes kieséses szakaszba.

## Statisztika

### Klubcsapatokban
| Klub                | Szezon           | Bajnokság          | Bajnokság | Bajnokság | Kupa  | Kupa  | Nemzetközi | Nemzetközi | Egyéb | Egyéb | Összes | Összes |
| Klub                | Szezon           | Liga               | Mérk.     | Gólok     | Mérk. | Gólok | Mérk.      | Gólok      | Mérk. | Gólok | Mérk.  | Gólok  |
| ------------------- | ---------------- | ------------------ | --------- | --------- | ----- | ----- | ---------- | ---------- | ----- | ----- | ------ | ------ |
| Csiangszu Szuning   | 2006             | Kínai másodosztály | 0         | 0         | 0     | 0     | -          | -          | -     | -     | 0      | 0      |
| Csiangszu Szuning   | 2007             | Kínai másodosztály | 0         | 0         | -     | -     | -          | -          | -     | -     | 0      | 0      |
| Csiangszu Szuning   | 2008             | Kínai másodosztály | 22        | 2         | -     | -     | -          | -          | -     | -     | 22     | 2      |
| Csiangszu Szuning   | 2009             | Kínai Szuperliga   | 10        | 0         | -     | -     | -          | -          | -     | -     | 10     | 0      |
| Csiangszu Szuning   | 2010             | Kínai Szuperliga   | 8         | 0         | -     | -     | -          | -          | -     | -     | 8      | 0      |
| Csiangszu Szuning   | 2011             | Kínai Szuperliga   | 29        | 3         | 0     | 0     | -          | -          | -     | -     | 29     | 3      |
| Csiangszu Szuning   | 2012             | Kínai Szuperliga   | 26        | 3         | 1     | 0     | -          | -          | -     | -     | 27     | 3      |
| Csiangszu Szuning   | 2013             | Kínai Szuperliga   | 24        | 4         | 2     | 0     | 6          | 1          | 1     | 0     | 33     | 5      |
| Csiangszu Szuning   | 2014             | Kínai Szuperliga   | 26        | 2         | 7     | 4     | -          | -          | -     | -     | 33     | 6      |
| Csiangszu Szuning   | 2015             | Kínai Szuperliga   | 22        | 4         | 5     | 1     | -          | -          | -     | -     | 27     | 5      |
| Csiangszu Szuning   | Összesen         | Összesen           | 167       | 18        | 15    | 5     | 6          | 1          | 1     | 0     | 189    | 24     |
| Tiencsin Csüancsien | 2016             | Kínai másodosztály | 25        | 8         | 1     | 0     | -          | -          | -     | -     | 26     | 8      |
| Tiencsin Csüancsien | 2017             | Kínai Szuperliga   | 26        | 5         | 3     | 0     | -          | -          | -     | -     | 29     | 5      |
| Tiencsin Csüancsien | 2018             | Kínai Szuperliga   | 23        | 3         | 2     | 0     | 8          | 1          | -     | -     | 33     | 4      |
| Tiencsin Csüancsien | 2019             | Kínai Szuperliga   | 18        | 2         | 3     | 0     | -          | -          | -     | -     | 21     | 2      |
| Tiencsin Csüancsien | Összesen         | Összesen           | 92        | 18        | 9     | 0     | 8          | 1          | 0     | 0     | 109    | 19     |
| Sencsen             | 2020             | Kínai Szuperliga   | 6         | 0         | 1     | 0     | -          | -          | -     | -     | 7      | 0      |
| Sencsen             | 2021             | Kínai Szuperliga   | 11        | 1         | 4     | 3     | -          | -          | -     | -     | 15     | 4      |
| Sencsen             | 2022             | Kínai Szuperliga   | 16        | 0         | 0     | 0     | -          | -          | -     | -     | 16     | 0      |
| Sencsen             | Összesen         | Összesen           | 33        | 1         | 5     | 3     | 0          | 0          | 0     | 0     | 38     | 4      |
| Karrier összesen    | Karrier összesen | Karrier összesen   | 292       | 37        | 29    | 8     | 14         | 2          | 1     | 0     | 336    | 47     |

Jegyzetek
1. ↑  Mérkőzése(i) a Kínai Szuperkupában

### A válogatottban
| Kína     | Kína  | Kína  |
| Év       | Mérk. | Gólok |
| -------- | ----- | ----- |
| 2013     | 11    | 3     |
| 2014     | 13    | 1     |
| 2015     | 8     | 3     |
| 2016     | 3     | 0     |
| Összesen | 35    | 7     |

#### Góljai a kínai válogatottban
| #  | Dátum               | Ellenfél    | Eredmény | Kiírás                         | Esemény         |
| -- | ------------------- | ----------- | -------- | ------------------------------ | --------------- |
| 1. | 2013. július 21.    | Japán       | 3 – 3    | EAFF East Asian Cup-csoportkör | 64' 87'         |
| 2. | 2013. július 28.    | Ausztrália  | 4 – 3    | EAFF East Asian Cup-csoportkör | 56'             |
| 3. | 2013. szeptember 6. | Szingapúr   | 6 – 1    | Barátságos mérkőzés            | 45' 83'         |
| 4. | 2014. október 10.   | Thaiföld    | 3 – 0    | Barátságos mérkőzés            | a szünetben 84' |
| 5. | 2015. január 14.    | Üzbegisztán | 2 – 1    | Ázsia-kupa-csoportkör          | 66' 68'         |
| 6. | 2015. január 18.    | Észak-Korea | 2 – 1    | Ázsia-kupa-csoportkör          | 1' 42' 70'      |

## Sikerei, díjai
Csiangszu Szuning
- Kínai másodosztály bajnok: 2008[16]
- Kínai szuperkupa-győztes: 2013
- Kínai kupagyőztes: 2015[17]

 Tiencsin Csüancsien
- Kínai másodosztály bajnok: 2016[18]

## Fordítás
- Ez a szócikk részben vagy egészben  a   Sun Ke (footballer) című angol Wikipédia-szócikk fordításán alapul.  Az eredeti cikk szerkesztőit annak laptörténete sorolja fel. Ez a jelzés csupán a megfogalmazás eredetét és a szerzői jogokat jelzi, nem szolgál a cikkben szereplő információk forrásmegjelöléseként.